# يوي هونغ
يوي هونغ (بالصينية: 岳红) هي ممثلة صينية، ولدت في 13 أغسطس 1962 بتشنغدو في الصين. من الجوائز التي نالتها Golden Rooster Award for Best Actress ‏ سنة 1986 وGolden Rooster Award for Best Supporting Actress ‏ سنة 2009.

## جوائز
- Golden Rooster Award for Best Actress [الإنجليزية]‏ (1986)
- Golden Rooster Award for Best Supporting Actress [الإنجليزية]‏ (2009)

## وصلات خارجية
- يوي هونغ على موقع IMDb (الإنجليزية)
- يوي هونغ على موقع قاعدة بيانات الفيلم (الإنجليزية)